# 名古屋市立第二斎場
座標: 北緯35度6分9.7秒 東経136度49分44.5秒 / 北緯35.102694度 東経136.829028度

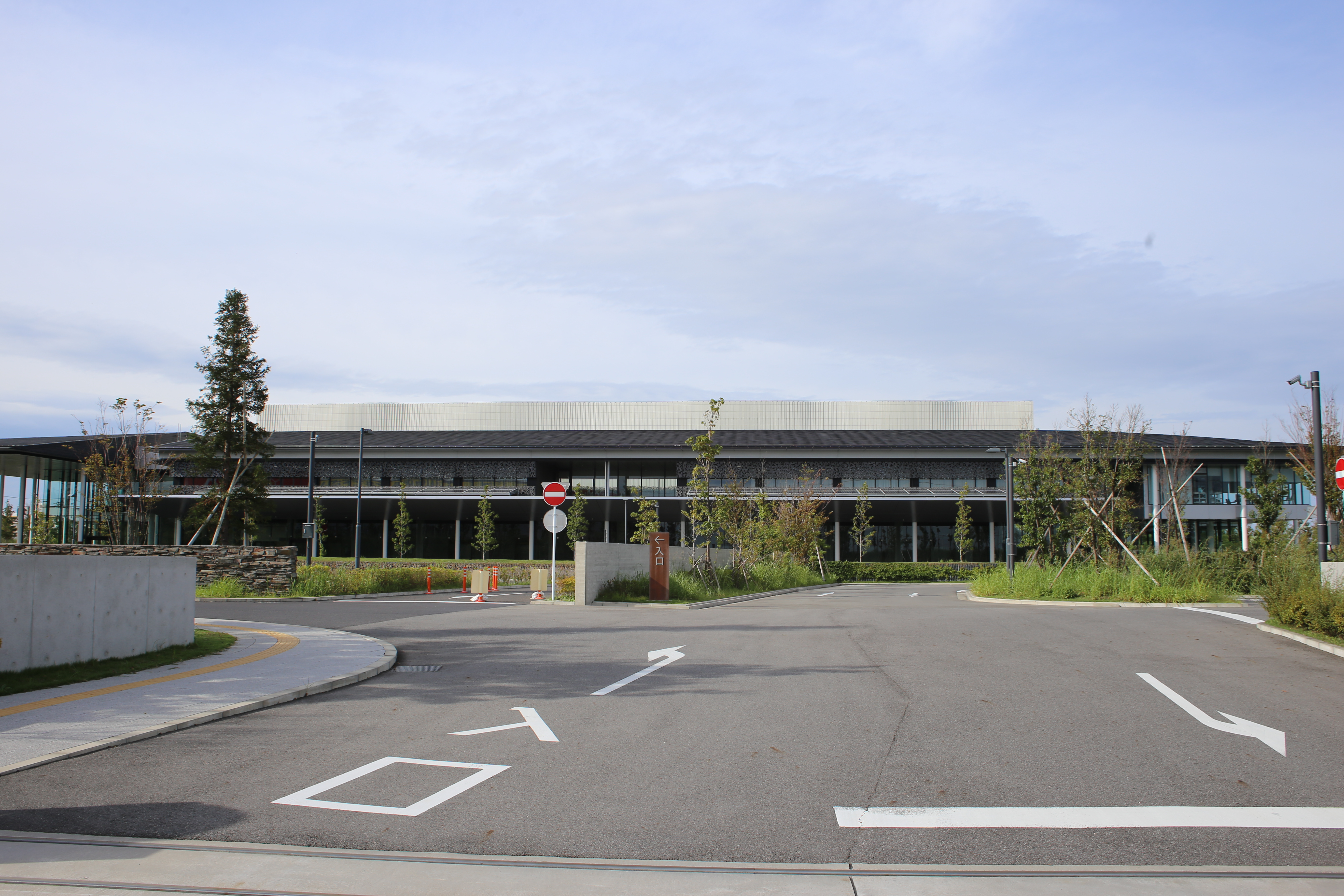
第二斎場（2018年（平成30年）9月）

名古屋市立第二斎場（なごやしりつだいにさいじょう）は、愛知県名古屋市港区東茶屋三丁目に所在する名古屋市の火葬場。

## 概要
名古屋市における火葬場は天白区の八事斎場が1915年（大正4年）から所在しているが、利用件数の増加と設備の老朽化などを理由に第二斎場の整備が求められていた。八事斎場の設備は1987年（昭和62年）10月に火葬炉46基を備えた設備に更新されていたが、名古屋市内はもとより市外で亡くなった人も受け入れていることから、早晩対応能力を超えると想定されていた。また、火葬の件数が全国で最多であり、1日最大92件の火葬を行うこともあり、その様子を中日新聞は「市場のにぎわい」と表現した。このため、八事斎場では2011年（平成23年）よりそれまで休業だった友引日も営業するようになっていた（第二斎場の開業後は、友引日は八事と第二を交互に休業している）。
八事に次ぐ第二斎場の整備自体の方針は、1988年（昭和63年）に市が策定した「名古屋市新基本計画」において打ち出され、1992年（平成4年）7月発表の第二次推進計画で検討に入ることを明記された。市東部に位置する八事斎場との関係上、市西部のいずれかに整備する方向ではあったが、具体的な場所の選定には難航することとなった。
2003年（平成15年）6月に港区東茶屋に第二斎場の建設計画が明らかになったが、同年12月には地元町内会である茶屋町内会が約2500人分の反対署名を集め、市に提出した。2005年（平成17年）12月には、茶屋町内会を含む9町内会により構成される南陽学区連絡協議会が市側の施設整備方針を賛成多数で認めたため、市当局は土地区画整理事業の都市計画決定手続きを開始することとなった。2007年（平成19年）8月に「茶屋新田土地区画整理事業」として、道路・公園・宅地を含んだ約148ヘクタールが都市区画決定された。うち、第二斎場は5.1ヘクタールで、さらに周辺の1.2ヘクタールを含め、緑の丘や地域交流センターなどを整備することとした。
計画が進行する2008年（平成20年）に至っても計画の白紙撤回を求める地元茶屋町内会は、日本財団が同年4月に提唱した「火葬船」を導入するよう市に要望したが、茶屋町内会も構成団体に含まれる南陽学区連絡協議会の賛成が得られているとして、その要望を汲むことはなかった。
2015年（平成27年）7月13日、『中日新聞』によると市内2ヶ所目となる名古屋市立第二斎場が八事斎場開設以来、100年ぶりに完成し稼働を開始した。
建物は鉄筋コンクリート2階建てで、延べ面積は約1万5000平方メートルあり、30基の炉がある。火葬炉にはそれぞれ個室が備えつけられ、遺族らが静謐な空間で故人との別れを迎えられる空間が用意されている。一方の八事斎場の火葬炉はホールに面する構造になっている。中部建築賞を受賞した。
第二斎場の完成により1日約150件の受け入れが可能になり、発生が想定されている南海トラフ巨大地震などへの大規模災害時でも対応できるようになったという。
開業後1年後の報道によれば、利用者は近接区の港区および中川区の住民が多く、市全体の利用率としては約3割にとどまっているという。
八事斎場とは異なり、第二斎場への宮型霊柩車の乗り入れはできない。
2025年4月より2028年頃まで八事斎場が建て替え工事で休業しているため、名古屋市営唯一の火葬場として稼働している。

## 利用料金
利用者は八事斎場と第二斎場のどちらかを利用するかを自由に選択することができる。火葬料金については八事・第二の違いはない。ただし、名古屋市民とそれ以外の住民では料金がそれぞれ異なっている（市民かどうかは「死体火（埋）葬許可証」における故人の住所地、死産児の場合は「死胎火葬許可証」における母親の住所地、人体の一部の場合は患者の住所地で判断される）。
|            |            | 大人     | 10歳未満 | 死産児   |
| ---------- | ---------- | -------- | -------- | -------- |
| 火葬料金   | 名古屋市民 | 5,000円  | 2,500円  | 1,200円  |
| 火葬料金   | 市民以外   | 70,000円 | 35,000円 | 16,800円 |
| 人体の一部 | 名古屋市民 | 20,000円 | 10,000円 | 5,000円  |
| 人体の一部 | 市民以外   | 30,000円 | 15,000円 | 7,500円  |

## 所在地
- 愛知県名古屋市港区東茶屋三丁目123番地[WEB 5]

## アクセス
公共交通機関を利用する場合は南陽交通広場もしくは名古屋市営バス（市バス）の「南陽大橋西」停留所が最寄りである。南陽交通広場には名古屋市営バス「南陽交通広場」停留所のほか、三重交通バス「イオンモール名古屋茶屋」停留所が設置されている。